# ريان سيمز
ريان سيمز (بالإنجليزية: Ryan Sims)‏ هو لاعب كرة قدم أمريكية أمريكي، ولد في 4 مايو 1980 في سبارتانبرغ في الولايات المتحدة.

## وصلات خارجية
- ريان سيمز على موقع مرجع كرة القدم المحترفة.كوم (الإنجليزية)